# Kraljevska obitelj
Kraljevska obitelj je proširena obitelj monarha. Općenito, poglavar kraljevske obitelji je kralj ili kraljica. Termin "carska obitelj" odgovarajuće opisuje proširenu obitelj cara ili carice, dok termini "vojvodska obitelj", "velikovojvodska obitelj" ili "principatska obitelj" su odgovarajući kada se govori o rođacima vladajućeg vojvode, velikog vojvode ili princa. U nekim krugovima smatra se odgovarajućim kada se o proširenim rodbinskim vezama preminulog monarha i njegovih ili njezinih potomaka govori kao o kraljevskoj obitelji.
Kraljevska obitelj obično uključuje suprugu vladajućeg monarha, živuće supruge preminulog monarha, djecu, unuke, braću, sestre i rođake vladajućeg monarha, kao i njihovih supruga. U nekim slučajevima, pripadnost kraljevskoj obitelji može se proširiti na praunuke i udaljenije monarhove potomke. U određenim monarhijama gdje je dobrovoljna abdikacija pravilo, poput Nizozemske, kraljevska obitelj može također uključivati jednog ili više bivših moarha. Međutim, postoji razlika između osoba kraljevske krvi i onih koji su ženidbom postali dio kraljevske obitelji. U određenim prilikama, primjerice u Kanadi, kraljevska obitelj je definirana osobom koja drži naslov Visočanstvo (Majesty) i Kraljevska Visost (Royal Highness). U većini sustava, samo osobe u prvoj kategoriji su dinasti, to jest, potencijalni nasljednici prijestolja (osim ako je član potonje kategorije također u liniji za prijestolje po svom vlastitom pravu, što je česta pojava u kraljevskim obiteljima koje se često međusobno žene). Ovo se pravilo ne uzima uvijek u obzir, jer se neke monarhije vode principom jure uxoris.
Štoviše, određeni monarhovi rođaci (po krvi ili ženidbi) posjeduju posebne privilegije te su često predmet određenih statuta, konvencija ili posebnog običajnog prava. Precizne funkcije kraljevske obitelji mogu ovisiti o državnom poretku, pa se one razlikuju u apsolutnim monarhijama, ustavnim monarhijama i onima između ovih dviju. U određenim apsolutnim monarhijama, primjerice Saudijska Arabija i Kuvajt, ili u političkim sustavima gdje monarh zapravo provodi izvršnu vlast, primjerice Jordan, nije neuobičajeno za članove kraljevske obitelji da drže važna vladina mjesta ili vojna zapovjedništva. U većini ustavnih monarhija, ipak, članovi kraljevske obitelji provode određene javne, socijalne ili ceremonijalne funkcije, ali se uzdržavaju od bilo kakvog uplitanja u izbornu politiku ili stvarno vođenje zemlje.
Poseban sastav kraljevskih obitelji razlikuje se od zemlje do zemlje, kao što se razlikuju titule i kraljevsko i plemićko oslovljavanje koje posjeduju članovi obitelji. Sastav kraljevske obitelji može se regulirati statutom kojeg donosi zakonodavna vlast (npr. u Španjolskoj, Nizozemskoj i Japanu od 1947.), suverenovom prerogativom ili običajnopravnom tradicijom (npr. u Ujedinjenom Kraljevstvu), ili zakonom privatne kuće (npr. u Lihtenštajnu, bivšim vladajućim kućama Bavarske, Pruske, Hannovera itd.). Javni statuti, ustavni propisi ili konvencije mogu regulirati ženidbe, imena i osobne titule članova kraljevske obitelji. Članovi kraljevske obitelji mogu ili ne moraju nositi prezime ili dinastičko ime (vidi Kraljevska kuća).
U ustavnoj monarhiji kada monarh umre uvijek postoji vrlo specifičan red sukcesije koji pokazuje točan redoslijed članova obitelji u liniji za prijestolje.
U nekim slučajevima, poznate obitelji koje nisu upletene u monarhije ali su još uvijek utjecajne u vlasti neslužbeno se također označavaju "kraljevskim obiteljima". Najbolji takav primjer je obitelj Kennedy u SAD-u i potomci klanova Gurjara-Pratiharas ili "Rajputi" u Indiji. Vidi Gujjar.
Neke kraljevske obitelji su izgubile svoju "kraljevnost" društvenim promjenama tijekom dugog vremenskog razdoblja. Ova sudbina zadesila je obitelj Nair u Kerali, Indija, nakon dolaska Namboodiri Brahmina u 12. stoljeću koji su polagali kastinsku nadmoć nad Nairskim kraljevima.
Nedavno su mnoge kraljevske obitelji postale sve jače pritisnute medijima zbog javnih troškova koje uzrokuju državnom proračunu. To je posebice izraženo kod onih kraljevskih obitelji koje se percipiraju negativno (primjerice slučaj s britanskom kraljevskom obitelji; višeženidbene afere, i/ili odbijanje javnog žalovanja zbog smrti Dijane, princeze od Walesa).

## Slavne kraljevske kuće i dinastije
| - Ahemenidi - Abasidi - Al Khalifa - Al-Sabah - Aisin Gioro - Anžuvinska dinastija - Anjou-Plantagenet - Bernadotte - Bagrationi dinastija - Al Beano - Bonaparte - Bourbonska dinastija - Bourbon-Parma - Braganza - Capet - Chakri dinastija - Davidova linija - Flavijevci - Gediminidi - Grimaldi - Glücksburg - Habsburg - Habsburg-Lothringen - Han dinastija - Hannover | - Hašemiti - Hesse dinastija - Hohenstaufen - Hohenzollern - Holstein-Gottorp-Romanov - Jagelovići - Joseon dinastija (Kuća Yi) - Julijevsko-Klaudijevska dinastija - Kadžarska dinastija - Karađorđevići - Karolinška dinastija - Kawananakoa - Komneni - Kotromanići - Dinastija Lancaster - Merovinška dinastija - Ming dinastija - Mogulska dinastija - Nemanjići - Nguyễn dinastija - Obrenovići - Oldenburg - Holstein-Gottorp - Schleswig-Holstein-Sonderburg-Glücksburg | - Orange-Nassau - Otomanska dinastija - Pahlavi - Paleolozi - Přemyslovići - Piast dinastija - Qing dinastija - Romanovi - Rjurikoviči - Safavidska dinastija - Sasanidska dinastija - Saud (Saudijci) - Savojska dinastija - Sachsen-Coburg-Gotha - Stuarti - Tang dinastija - Tudor dinastija - Valois dinastija - Dinastija Vasa - Windsori - Mountbatten-Windsor - Wittelsbach - Kuća York - Yuan dinastija |

## Kraljevske obitelji
| - Al-Abbasi plemićka obitelj - Bahreinska kraljevska obitelj - Belgijska kraljevska obitelj - Britanska kraljevska obitelj - Srpska kraljevska obitelj - Bugarska kraljevska obitelj - Kralj Butana - Danska kraljevska obitelj - Grčka kraljevska obitelj - Hashemiti od Jordana - Jamajčanska kraljevska obitelj - Japanska carska kuća - Kanadska kraljevska obitelj - Principatska obitelj od Liechtensteina - Velikovojvodska obitelj od Luxembourga | - Monegaška principatna obitelj - Nepalska kraljevska obitelj / Kralj Nepala - Nizozemska kraljevska obitelj - Norveška kraljevska obitelj - Portugalska kraljevska obitelj - Rumunjska kraljevska obitelj - Saudijska kraljevska obitelj - Principatna obitelj od Schwarzenberga - Španjolska kraljevska obitelj - Švedska kraljevska obitelj - Thai kraljevska obitelj - Zulu kraljevska obitelj - Kingtanga - Maorski kraljevski pokret - Kuća Tupou |

## Više informacija
| - Abasidi - Obiteljska stabla kraljevskih obitelji - Kraljevski potomak - Krunski princ - Palače - Princ konsort - Princ - Nair - Kraljevska princeza | - Kraljica konsort - Regicid - Kraljevska kuća - Kraljevska prerogativa - Kraljevsko i plemićko oslovljavanje |